# 九州国際大学ウエイトリフティング部
九州国際大学ウエイトリフティング部は九州国際大学体育会に属する重量挙げの体育部。発足は1963年。全日本学生ウエイトリフティング連盟一部加盟校。全日本大学対抗選手権では4度の団体優勝実績がある。近年では2011年まで団体3連覇。2012年は2位。過去オリンピック選手を輩出している。2012年のロンドン・オリンピック男子105キロ超級（13位）に出場した太田和臣（現在八幡中央高校職員、元九国大コーチ）。2016年リオデジャネイロオリンピック男子56キロ級（11位）高尾宏明が共にOBである。
近年は女子選手も国際大会に出場している。
2021年全日本大学対抗ウエイトリフティング選手権大会で女子部はチーム総合3位に入賞した。
- 創部　1963年（八幡大学時）
- 監督　福田登美男（九国大OB、日本オリンピック委員会強化スタッフ・コーチ）　女子監督 柳田瑞季